# Clyde Wahrhaftig
Clyde A. Wahrhaftig (Fresno, 1 de diciembre de 1919-San Francisco, 6 de abril de 1994) fue un geólogo estadounidense que trabajó para el Servicio Geológico de Estados Unidos y enseñó en la Universidad de California en Berkeley. Sus áreas de investigación fueron Alaska, la Sierra Nevada y la Cordillera costera de California. También es conocido por sus guías de campo de la geología de San Francisco y el Área de la Bahía de San Franciso.

## Trayectoria
Wahrhaftig nació y creció en Fresno, California. Obtuvo una licenciatura en geología en el Instituto Tecnológico de California (Caltech) en 1941 y un doctorado en geología en la Universidad de Harvard en 1953. Trabajó para el Servicio Geológico de Estados Unidos (USGS) como geólogo de campo desde 1941 hasta su muerte; la mayor parte de su trabajo con el USGS fue en Alaska. A partir de 1960, también impartió clases en el Departamento de Geología y Geofísica de la Universidad de California en Berkeley. Durante su estancia en Berkeley, inició sus investigaciones en Sierra Nevada. Cuando unos problemas cardíacos comenzaron a afectar sus actividades físicas a mediados de la década de 1980, trasladó su investigación a la cercana costa de California. Su interés por las cuestiones medio ambientales lo llevó a asumir el cargo de presidente y director de la nueva especialidad universitaria interdepartamental de Ciencias Ambientales en 1975. Se retiró de la UC Berkeley en 1982.
A finales de la década de 1960, Wahrhaftig asumió un papel activo en incorporar a las estudiantes minoritarias y femeninas a participar activamente en las ciencias de la tierra.También participó activamente en proyectos comunitarios de base ambiental, trabajando extensamente en las áreas de Bolinas y Tomales Bay.
Wahrhaftig era un usuario comprometido con el transporte público, en parte motivado por su preocupación por el impacto ambiental de los combustibles fósiles. Evitó los automóviles y los aviones. Viajaba habitualmente por mar para realizar su trabajo de campo en Alaska. Continuó usando trenes con carga de caballos mientras trabajaba en el campo siempre que la USGS se lo permitíera. Su apoyo al transporte público también le ayudó con su compromiso para hacer que la geología fuera accesible al público ya que escribió guías de campo geológicos que pudieran ser entendidas por los profanos y que no requirieran largos viajes en coche para ver los sitios relevantes. Algunas de sus guías de campo más populares fueron Streetcar to Subduction and Other Plate Tectonic Trips by Public Transport in San Francisco, A Walker's Guide to the Geology of San Francisco, y The Hayward Fault en Hayward y Fremont, vía BART . Wahrhaftig también fue el coautor de dos libros de texto de geología. Streetcar to Subduction ha sido revisado en formato digital con una serie de guías de excursiones en línea basadas en Google Earth Streetcar 2 Subduction publicada en diciembre de 2019 en la reunión de otoño de la Unión Americana de Geofísica en reconocimiento al 35.º aniversario del libro original y al 100.ºaniversario de El nacimiento de Wahrhaftig.
Wahrhaftig pasó la mayor parte de su carrera como un homosexual dentro del armario, pero se declaró homosexual durante su discurso de aceptación del "Premio a la Carrera Distinguida" de la Sociedad Geológica de Estados Unidos en 1989. Tuvo una estrecha relación personal y profesional con el geofísico Allan Cox que duró hasta la muerte de Cox en 1987. Wahrhaftig murió de insuficiencia cardíaca en San Francisco a la edad de 74 años.

## Trabajo científico
Wahrhaftig hizo importantes contribuciones científicas al campo de la geología; se le atribuye haber inspirado la investigación de muchos colegas y estudiantes. Era conocido por sus observaciones de campo sistemáticas y meticulosas. Su artículo de 1959 sobre los glaciares de roca de Alaska (en coautoría con Allan Cox) inspiró un aumento mundial en la investigación sobre los glaciares de roca. El artículo de Wahrhaftig de 1965 "Topografía escalonada del sur de Sierra Nevada" recibió el premio Kirk Bryan de la Sociedad Geológica de América (GSA).Fue uno de los primeros científicos del Área de la Bahía en concienciar al público sobre el papel de la tectónica de placas en la causa de los terremotos. También fue un pionero en la aplicación de la ciencia geológica a los problemas ambientales, con especial atención a las prácticas de gestión forestal (por ejemplo, los efectos de la tala sobre la erosión del suelo). Fue nombrado miembro de la Junta Forestal de California en 1975, donde abogó por una legislación sobre prácticas forestales que adoptara una perspectiva a largo plazo sobre los efectos geomorfológicos del manejo forestal.
Wahrhaftig recibió el Premio a la Carrera Distinguida de la GSA en 1989.
Wahrhaftig fue en gran parte responsable de que el paleomagnetista Allan Cox se incorporara al campo de la geología, y consideró que este era uno de sus principales logros en el campo. En 1950 y 1951, Wahrhaftig contrató a Cox (entonces estudiante de química) para que fuera asistente de campo en Alaska. Cox describió más tarde la investigación de los glaciares de roca como "uno de los proyectos más interesantes y emocionantes" en los que jamás había trabajado; El trabajo del glaciar de roca también llamó la atención de Cox sobre la cuestión de la geocronología. Después de dos años de servicio militar (durante los cuales Wahrhaftig continuó enviándole libros de geología), Cox regresó a la universidad y cambió su área de estudio a la geofísica. El trabajo sobre el glaciar de roca se publicó como obra conjunta de Wahrhaftig y Cox (1959).
Wahrhaftig y sus estudiantes de posgrado en UC Berkeley pasaron décadas mapeando los efectos de la glaciación Tioga en el área del Parque nacional de Yosemite, pero su mapa no estaba sin acabar en el momento de su muerte en 1994. Dejó un legado para su finalización y la tarea fue asumida por el geólogo del parque Yosemite, Greg Stock. El mapa completo se publicó en línea en 2019.

## Publicaciones
- Wahrhaftig, Clyde (1949). «The frost-moved rubbles of Jumbo Dome and their significance in the Pleistocene chronology of Alaska». Journal of Geology 57 (2): 216-231. Bibcode:1949JG.....57..216W. doi:10.1086/625598.
- Wahrhaftig, Clyde (1958). Quaternary Geology of the Nenana River and adjacent parts of the Alaska Range, Alaska (USGS Professional Paper 393A). United States Geological Survey.
- Wahrhaftig, Clyde; Allan Cox (1959). «Rock Glaciers in the Alaska Range». Geological Society of America Bulletin 70 (4): 383. Bibcode:1959GSAB...70..383W. ISSN 0016-7606. doi:10.1130/0016-7606(1959)70[383:RGITAR]2.0.CO;2.
- Wahrhaftig, Clyde (1965). Physiographic divisions of Alaska (3rd edición). United States Geological Survey.
- Wahrhaftig, Clyde; Birman, JH (1965). «The Quaternary of the Pacific mountain system in California».  En Wright, HE; Frey, DG, eds. The Quaternary of the United States. Princeton University Press. pp. 299–340.
- Wahrhaftig, Clyde (1965). «Stepped Topography of the Southern Sierra Nevada, California». Geological Society of America Bulletin 76 (10): 1165. Bibcode:1965GSAB...76.1165W. ISSN 0016-7606. doi:10.1130/0016-7606(1965)76[1165:STOTSS]2.0.CO;2.
- Bateman, Paul; Wahrhaftig, Clyde (1966). «Geology of the Sierra Nevada».  En Bailey, Edgar, ed. Geology of Northern California (Bulletin 190). California Division of Mines and Geology. pp. 105-172.
- Wahrhaftig, C; Wagner, JR (1972). «The Geologic Setting of Tomales Bay».  En Corwin, R, ed. Tomales Bay Environmental Study. The Conservation Foundation (Washington, DC).
- Wahrhaftig, Clyde (1984). «Structure of the Marin Headlands Block, California: A Progress Report».  En Blake, M.C., ed. Franciscan Geology of Northern California. SEPM. pp. 31–50.
- Wahrhaftig, Clyde (1984). A Streetcar to Subduction and Other Plate Tectonic Trips by Public Transport in San Francisco (Revised edición). American Geophysical Union.
- Wahrhaftig, Clyde (1984). Geomorphology and glacial geology, Wolverton and Crescent Meadow areas and vicinity, Sequoia National Park, California (Open-File Report 84-400). p. United States Geological Survey. doi:10.3133/ofr84400.
- Huber, NK; Bateman, PC; Wahrhaftig, Clyde (1989). Geologic map of Yosemite National Park and vicinity (USGS Miscellaneous Investigations Series Map I–1874). United States Geological Survey.
- Wahrhaftig, Clyde (2000). Geologic map of the Tower Peak quadrangle, central Sierra Nevada, California (USGS Geological Investigations Series I-2697). United States Geological Survey.
- Wahrhaftig, Clyde; Stock, Greg M.; McCracken, Reba G.; Sasnett, Peri; Cyr, Andrew J. (2019). «Extent of the Last Glacial Maximum (Tioga) Glaciation in Yosemite National Park and Vicinity, California». Scientific Investigations Map. United States Geological Survey. doi:10.3133/sim3414. Consultado el Aug 12, 2019.